# Strzelba Czechowa

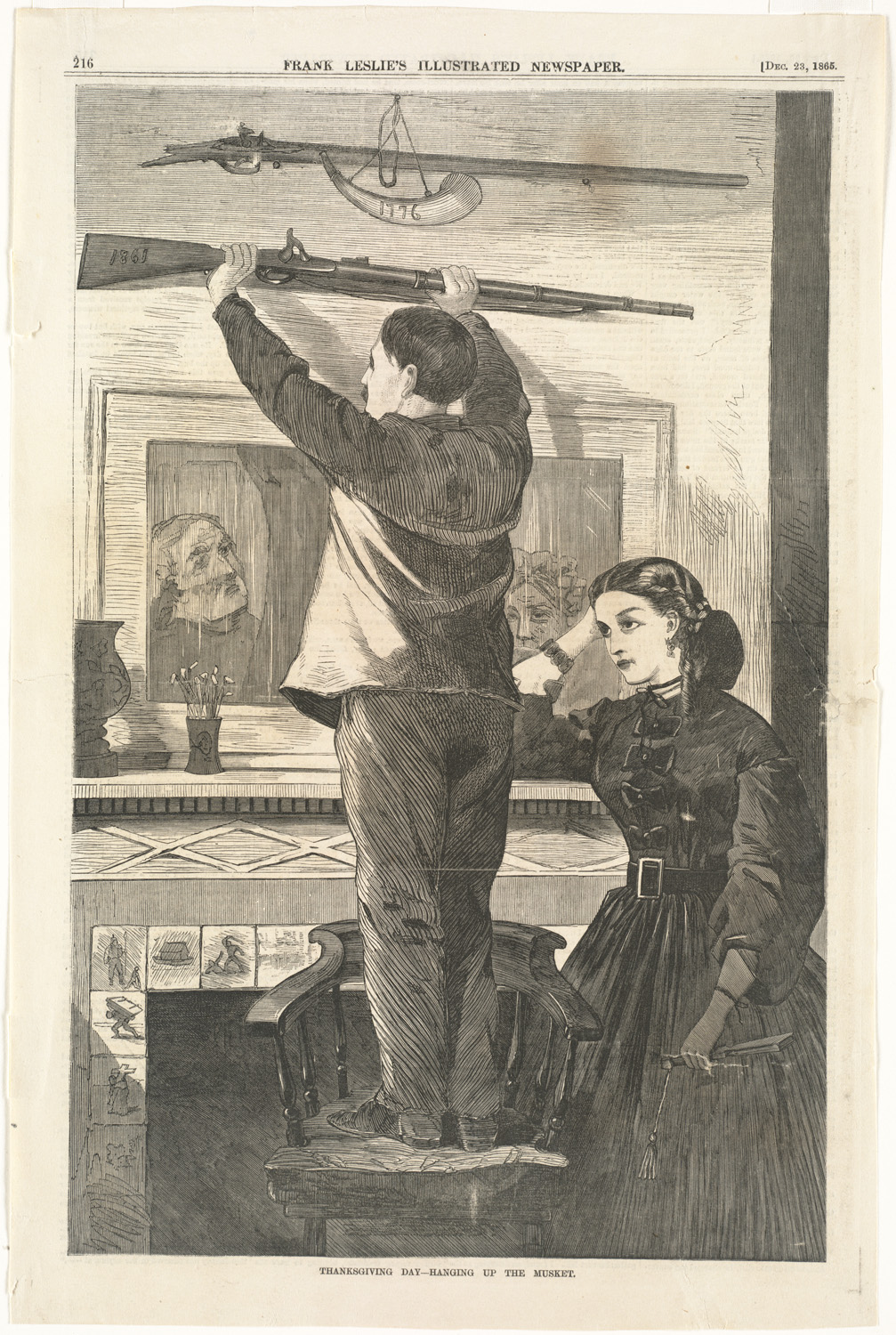
Strzelba wisząca na ścianie na ilustracji

Strzelba Czechowa – zasada kompozycyjna, według której każdy element historii musi być niezbędny, a nieistotne powinny być usunięte.
Nazwa pochodzi od rosyjskiego pisarza Antona Czechowa, który tak opisywał tę zasadę w 1889 roku:

Jeśli w pierwszym akcie powiesiłeś strzelbę na ścianie, to w kolejnym musi wystrzelić. W przeciwnym razie nie umieszczaj jej tam.